# Ignacio Pesqueira
Ignacio Pesqueira García (Arizpe, Nueva Navarra, Nueva España; 16 de diciembre de 1820 — Hacienda de Bacanuchi, Municipio de Arizpe Sonora México; 4 de enero de 1886). Político y militar mexicano.
Gobernador de Sonora en cuatro ocasiones: 1856, (1857 - 1861), (1868-1868), (1870 - 1875), además combatió como Gobernador Insurgente al Segundo Imperio Mexicano de 1866 a 1867 y como gobernador sustituto con facultades extraordinarias en Guerra y Finanzas 1875 - 1877.

## Primeros años y estudios
Sus progenitores fueron distinguidas personas de la antigua capital sonorense, particularmente la señora Petra García de Pesqueira, madre del general. Niño aún, y aprovechando la estancia de personas de su familia en Sevilla, fue enviado a la Península donde con brillante éxito cursó las principales materias de los programas vigentes, pasando después a París a continuar la carrera comercial. Estando en Sevilla, poco después de la muerte de Fernando VII, se afilió a la causa de la libertad proclamada por sus camaradas estudiantes, y tomó parte activa adhiriéndose a los movimientos democráticos que se iniciaron en Andalucía. Regresó de Europa a la temprana edad de 18 años, encontrando en nuestro México efervescente la pugna entre dos opiniones diametralmente opuestas; la una pretendiendo reimplantar el espíritu del siglo XII; la otra representando el espíritu liberal del siglo XIX.

## Inicios en la carrera militar
Su iniciación en la guerra la hizo con el invicto general Urrea Atrajo la atención del Gobierno del estado por el arrojo y pericia que demostró en la persecución de los indígenas del norte, quienes consideraban a los mexicanos invasores de sus tierras ancestrales. En 1851 resultó herido por los apaches en la batalla del Pozo Hediondo, nombrándole Coronel Inspector de las Guardias Nacionales en la Frontera.

## Inicios en la Política
Conocido por el liberalismo de sus principios y su acendrado patriotismo, fue elegido Diputado a la Legislatura del Estado, en 1854 al estallar la Revolución de Ayutla en Guerrero y en contra de la dictadura de Santa Anna, se adhirió nuevamente al ejército liberal.

## Conflicto gandarista de 1856 y primera gubernatura
Siendo gobernador José de Aguilar Domínguez en 1856 se llevó a cabo un levantamiento armado comandado por Don Manuel Dávila en Ures desconociendo el gobierno, en ese entonces Pesqueira se encontraba ocupando el puesto de Coronel Inspector de las Guardias Nacionales, así como Primer Vocal y Presidente del Consejo de Gobierno, títulos otorgados por el Estatuto Orgánico de Sonora vigente en 1856, cuando las fuerzas al mando de Manuel Dávila, apoyadas por los partidarios del partido Gandarista de Manuel María Gándara, nombran gobernador a Ramón Encinas, por lo que pesqueira como Presidente del Consejo de Gobierno asumió la Gobernatura y reunió fuerzas para combatir a los usurpadores, pudiendo entonces en ese mismo año devolver la gubernatura a José de Aguilar Domínguez.

## Intervención filibustera de 1856
Un episodio oscuro en la vida del general Pesqueira fue cuando Henry A. Crabb organizó y realizó por invitación del mismo Pesqueira una expedición a Altar, aunque la expedición no tuvo éxito, se señaló que Pesqueira motivó a Crabb a venir a tierras sonorenses, para apoyarlo en contra de los partidarios de Gándara, cuando Pesqueira fue criticado por tratar de usar ciudadanos estadounidenses en acciones militares, Pesqueira ordenó su expulsión, al negarse los estadounidenses, fueron derrotados en la Batalla de Caborca, y fueron tomados prisioneros; por órdenes del mismo Pesqueira, Henry A. Crabb, junto a sus hombres, fueron ejecutados por fusilamiento. Este hecho se conoció como "la masacre de Crabb".

## La Constitución de 1857, el Plan de Tacubaya y la Guerra de Reforma
Desempeñaba el cargo de presidente del Consejo de Gobierno, después de ocupar la capital del estado, combatir al general Francisco Borunda en Guaymas así como apaciguar a los yaquis y combatir a los filibusteros. Devolvió la gubernatura del estado a José de Aguilar Domínguez quien la rechazó a causa de sus enfermedades. En la renovación de Poderes del Estado, Pesqueira fue elegido gobernador propietario en 1857 con gran regocijo de sus partidarios.
Después de que Ignacio Comonfort anuncia el Plan de Tacubaya, tratando de cancelar la Constitución de 1857, adopta los ideales de Benito Juárez quien en ese momento era la encarnación del Derecho y el legítimo mandatario del país. Pesqueira se le adhiere espontánea y decididamente para defender la Constitución, vigorosamente atacada por el antiguo ejército en consorcio con el bando clerical.
Esto le permitió ser reconocido como defensor de las ideas de la Constitución de 1857 y lo mantuvo como gobernador de Sonora durante la Guerra de Reforma.
Además de haber sofocado la intentona rebelde de Manuel María Gándara, controló los ataques de las tribus sublevadas de yaquis y mayos y repelió una intervención de filibusteros estadounidenses.
En 1858 siendo José María Yáñez (Héroe de la Batalla de Guaymas), gobernador del estado vecino de Sinaloa, proclamó su adherencia al Plan de Tacubaya, por lo que Pesqueira, al llamado de la defensa de la Constitución de 1857, ordenó atacar Sinaloa.

### Vida, lucha y legado en Sinaloa
El 3 de abril de 1859 junto con Plácido Vega Daza tomó el Puerto de Mazatlán después de una batalla que fue sangrienta y muy reñida. Pesqueira concurrió a esta gloriosa jornada con sus investiduras de gobernador Constitucional de Sonora, y se le entregó el título de gobernador Provisional de Sinaloa y General en Jefe de las fuerzas de ambos estados y del territorio de Baja California, su plan era seguir hasta Jalisco, pero desistió ya que en Sonora se requería de su presencia.

## Incidente en Guaymas de 1858
Antes de seguir en la campaña por defender la constitución de 1857, en 1858 después de un conflicto diplomático que varió en opiniones del entonces cónsul estadounidense en Guaymas (Don Roberto Rose) tuvo que salir del puerto, nombrando ilegalmente a un vicecónsul (Fawelly Allden), cuando la autoridad sonorense lo desconoce, el comandante de la fragata de guerra St. Mary, de la marina de los Estados Unidos, comandante W. O. Porter, exigió que fuera reconocido el vicecónsul, no accediendo Pesqueira,  exigió también que Carlos P. Stone fuera admitido nuevamente a terminar el deslinde de las tierras de Guaymas, así como la liberación de su comandante en Jefe Richard S. Ewell, y la devolución de una mula que le había sido robada, y que en caso de no hacerlo desembarcaría tropas en Guaymas, pero el general Ignacio Pesqueira y un puñado de hombres se dispusieron a dar pelea, y aunque los estadounidenses estuvieron a punto de empezar la pelea, una carta de Richard S. Ewell y una decisión de última hora cambió el rumbo de la historia cuando el St. Mary levó anclas.

## Levantamientos indígenas
Para 1860 ya está de nuevo en Sonora obligado por acontecimientos políticos y militares que reclamaban su presencia, pues sus enemigos habían lanzado a las tribus indígenas conformados por los yaquis, mayos, apaches y opatas a la revuelta y al latrocinio.
Después de apaciguar a los apaches en el norte del estado ve la necesidad de ayudar a las fuerzas del sur del estado por lo que busca personalmente apaciguar a los yaquis que se habían levantado de nuevo en armas, en un punto denominado “Las Guásimas” en Guaymas escapó de ser capturado por los contrarios, salvándolo el viejo soldado don José Montijo, quien lo trepó en su caballo ya herido y con muchas dificultades.
Después de ese incidente, no pudo terminar el mismo con la revolución yaquis, debido a que quedaban remanentes de los levantamientos ópatas de Refugio Tánori, a los cuales tenía que combatir.
A principios de 1861 cansado de las revueltas, viaja nuevamente a Guaymas a la localidad de Tórim, epicentro del levantamiento yaqui pidiéndole a José Escalante y Moreno que se hiciera cargo del gobierno; ahí llevó a cabo varios asaltos y tuvo bastantes éxitos, pudiendo controlar en cierta medida las sublevaciones yaquis.

## Ataque del coronel Estébez a Sonora
25 de octubre de 1861 el Coronel Antonio Estébez desde El Fuerte Sinaloa ataca la ciudad de Álamos proclamando nuevamente el Plan de Tacubaya, aunque este movimiento no fue secundado por el gobierno de Sinaloa, si se adentró hasta la ciudad de Hermosillo desde era esperado por Pesqueira, después de un fuerte enfrentamiento lo derrota acabando con la reacciones de dicho Plan en Sonora.

## Incidente en Guaymas de 1862
- 1862 En Guaymas después de un decreto federal que imponía el 2% de los ingresos a los ciudadanos, el comandante del vapor de Guerra inglés Mutine, Mr. W. Graham pretendió que se exonerara del pago de aquel impuesto a los extranjeros Ingleses residentes en Guaymas, desembarcando sus tropas en Guaymas tratando de evitar el embargo de la casa de Juan Alfredo Robinson, este conflicto fue resuelto por los entonces Prefecto de Guaymas Jesús E. Ñuño, con el apoyo del gobernador Pesqueira al señalar que procederían con la fuerza nacional.

## Segundo Imperio Mexicano
Sonora, a pesar de la inmensa distancia del teatro donde tenían lugar los primeros acontecimientos de la guerra de Intervención Francesa, no quiso prescindir del honor de ser representado en el Ejército Republicano que se aprestaba a combatir y Pesqueira organiza un contingente de mil hombres que marchan en dos secciones, embarcándose en Guaymas en julio de 1862, para seguir rumbo a Mazatlán y de ahí sumar fuerzas con el gobernador de Sinaloa con destino a la Ciudad de México.

### El Desastre de la Pasión
En 1865 durante la Intervención Francesa y el Imperio de Maximiliano de Habsburgo, luego de que a finales de marzo de ese año, las tropas francesas al mando del general Armand Alexandre de Castagny atacaron el puerto de Guaymas y los soldados republicanos comandados por el general Ignacio Pesqueira y el general Patoni tuvieron que retirarse hasta un paraje conocido como el valle de La Pasión, al norte de San José de Guaymas. En ese lugar se dio uno de los episodios más extraños de la confrontación entre franceses y mexicanos.
En efecto, en mayo de 1865, una partida de tan solo cincuenta jinetes franceses al mando del coronel Isidoro Teódulo Garnier atacó sorpresivamente el campamento mexicano en el que había más de mil soldados republicanos al mando de Pesqueira, y García Morales, sembrando el desconcierto y hasta el pánico entre esas tropas sonorenses que iniciaron una vergonzosa desbandada. A esta acción se le conoce en la historia de Sonora como “El Desastre de La Pasión”

### Levantamientos Mexicanos Pro-Imperiales
El Desastre de la Pasión propino que empezaran los levantamientos por todo el estado a favor del Imperio, los levantamientos primeramente Indígenas, fueron secundados por levantamientos en las principales plazas sonorenses.
Pesqueira alcanzó a reunir tropas en Hermosillo pero sin financiamiento tuvo que adentrarse más al estado, por lo que se reubicó en Ures, siendo atacado por y derrotado por fuerzas pro-Imperialistas, teniéndose que trasladar a Tubac en Arizona.

### El Regreso a Sonora y la Lucha Contra el Imperio
A principios de 1866 el general don Ángel Martínez tomó la ciudad de Álamos, esta fuerza en conjuntos con las noticias de algunas victorias por parte de García Morales, favorecieron que el general regresara del Exilio.
Para mediados de 1866, Martínez, Pesqueira y García Morales, habían tenido algunas victorias en el estado,
Una vez restablecido retorna a la lucha y el 4 de septiembre de 1866 derrota a Lamberg y entra victorioso a Ures. De esta manera pone fin a la intervención extranjera en Sonora.

### Nombramiento de 1867
El Presidente Benito Juárez expidió el 24 de agosto de 1867, la convocatoria para elecciones de funcionarios públicos en el país y en virtud de ella, el 27 de septiembre convocó el gobernador Pesqueira á elecciones de Poderes del Estado, las cuales se verificaron en el mes de octubre.
El tercer Congreso constitucional del estado se instaló el 28 de noviembre y declaró á Pesqueira gobernador de Sonora y sustituto del general Jesús García Morales. En virtud de esta declaratoria, el primero otorgó la protesta el 1 de diciembre y continuó en el ejercicio del poder, ya revestido del carácter constitucional.

### La Revolución de los Ríos
Pesqueira deja el puesto de gobernador para atender otra sublevación de los pueblos yaquis y mayos que a finales de 1867 que descontentos por la victoria federal en contra de los franceses, se levantaron en armas pensando que volvería el régimen contra el cual había peleado, por lo que se puede decir que la última fuerza en Sonora del Imperio Francés, se encontraba en los Indígenas del estado; el alzamiento de las tribus yaqui y mayo tomó un carácter bien serio: los rebeldes mataron en Bácum al Comandante Militar que el Gobierno les había nombrado para mantenerlos quietos; los yaquis penetraron al Río mayo en diciembre, atacaron y pasaron a cuchillo una guarnición que había en Santa Cruz, asesinando al jefecillo indígena Matías y a otros catorce de su raza que con él pretendieron.
Después de algunas Victorias, en mayo de 1868 se creyó terminada la Revolución de los Ríos, y el Comandante Militar, general Jesús García Morales, mandó retirar en junio las fuerzas que estaban en campaña; pero apenas se habían estas retirado, los mayos, el 5 de julio, atacaron el pueblo de Etchojoa, asesinaron 18 personas, esto aunado a que los apaches continuaban su lucha al norte del estado.

## El pequeño retiro
Para 1868, Pesqueira ya cansado y queriendo atender sus negocios personales se retiró de la política y dejó al mando a Manuel Monteverde Díaz, aunque el 20 de diciembre de ese mismo año tuvo que volver a hacerse cargo de la gubernatura después de que varias inundaciones y desastres ocurrieron en Álamos.

## Elecciones Estatales de 1869
En ese año de 1869 se hizo la renovación de los Poderes del Estado por medio de las elecciones populares.
Los círculos de oposición se movieron con algún empeño, pero siempre fue reelecto Pesqueira gobernador y así fue declarado por la nueva Legislatura, en 14 de octubre, pidiendo licencia desde meses antes, Pesqueira nombró como sustituto al diputado don Julián Escalante, retirándose a su hacienda Las Delicias.

## Gobierno de Juárez de 1871- 1872

### Elecciones Estatales de 1871
En junio de 1871 se practicaron las elecciones para la renovación de los Poderes locales. Esta vez luchó la candidatura del gobernador Pesqueira con la de su antiguo amigo y compañero el general Jesús García Morales, con quien ya no estaba en la mejor armonía. Este último obtuvo todos los votos del distrito de Álamos, la mitad de los de Moctezuma y muy pocos en los demás Distritos. El 15 de septiembre se instaló el nuevo Congreso y el 22 declaró reelecto á Pesqueira por 165 votos contra 51 que sufragaron por el general Morales. Para gobernador sustituto fue nombrado el diputado don Joaquín M. Astiazarán.

### Revolución de La Noria1871
A la vez que esas elecciones, se verificaron las de Poderes Federales. La lucha entre las candidaturas de Benito Juárez y el general Porfirio Díaz, fue bien encarnizada en todo el país y aun después de pasada, dejó una profunda impresión en la República y produjo tal descontento, que no tardó en estallar la revolución. En 1 de octubre, los generales Negrete, Toledo, Chavarría y otros jefes del ejército, lograron apoderarse de la capital, y aunque fue sofocado- inmediatamente el movimiento revolucionario, no pasó mucho tiempo sin que se levantaran en contra del gobierno el general Treviño en Nuevo León, Borrego en Durango, Palacios en Sinaloa y el mismo general Díaz en Oaxaca, proclamando en noviembre el Plan de la Noria. En poco tiempo el país entero estaba envuelto en una guerra civil que amenazaba seriamente el orden establecido.
El congreso del estado dio permiso al general Pesqueira para que personalmente dirigiera sus esfuerzos para combatir a los revolucionarios en Sinaloa, el general Ignacio Pesqueira derrotó al general Francisco Cañedo y al general Eulogio Parra, tomando Culiacán.

### Pesqueira y la Batalla de Culiacán en 1872
Con motivo de haber estallado en Mazatlán un pronunciamiento a favor del general Díaz, la Legislatura de Sonora concedió el 7 de diciembre a Pesqueira facultades extraordinarias para contribuir a restablecer la paz en Sinaloa, y el 14, al frente de algunas fuerzas, marchó  de Ures para Álamos a cuya ciudad llegó el 8 de enero de 1872 y el 16 marchó sobre Sinaloa.
Esa plaza estaba ocupada por el general Márquez de León. Pesqueira le puso asedio el 21 y después de un combate reñido en la Plaza de Armas, en donde fue derrotado Pesqueira justo cuando se acercaba a la victoria.
Contrariado pero no abatido Pesqueira regresó a Álamos con algunos oficiales cuatro días después, Ahí comenzó a organizar nuevas fuerzas,   además de las tropas reclutadas en Álamos, los Distritos de Moctezuma, Ures, Arizpe y Sahuaripa le enviaron nuevos contingentes pudiendo en muy breve tiempo disponer de mil hombres de combate.
El primero de mayo Pesqueira estaba ya en El Fuerte, allí dejó comisionados que organizaran más fuerzas y continuó su marcha sobre Sinaloa, donde se detuvo algunos días en espera de más refuerzos.
El 21 del mismo mes emprendió su marcha sobre Culiacán con mil hombres y seis piezas de artillería, en momentos en que Márquez se dirigía de Elota sobre la misma plaza con más de 2000 hombres. La noche del 26 llegó Pesqueira a Culiacán  y se posesionó de una parte de la ciudad. Al amanecer del día siguiente el jefe revolucionario ocupó otra parte de la población estableciendo su línea de defensa.
Luego se rompieron las hostilidades por ambas partes y durante cuarenta y un días se mantuvieron vivos los fuegos de cañón y fusilería sin interrupción, hasta que por fin el general Sóstenes Rocha arribó a Mazatlán con 2000 hombres del gobierno y puso fin a esa situación terrible para los habitantes de Culiacán.
En la tarde del 6 de mayo, después de un bombardeo sobre la parte de la ciudad ocupada por Pesqueira, se retiró Márquez con sus fuerzas por Tamazula para el estado de Durango. Las fuerzas de Sonora emprendieron su marcha de regreso, Pesqueira fue a Mazatlán y dio a Rocha cuenta de sus operaciones; el 28 del mismo mes desembarcó en Guaymas y el 6 de junio llegó a Ures.

## Reforma a la Constitución Estatal de 1872

### Conflicto entre los Poderes Judicial y Legislativo
En el 25 de mayo de 1869 se inició el debate de ciertas reformas a la constitución del Estado de Sonora
 Las principales de esas reformas, iniciadas en 25 de
mayo de 1869, eran las siguientes:
I. Que los juicios criminales, en lugar de tres, no tuvieran más que dos instancias.
II. Supresión del precepto que establecía el sistema de jurados para los juicios criminales.
III. Restricción á las facultades del Poder Ejecutivo para imponer penas correccionales.
IV. Quitar a las tribus yaqui y mayo los derechos de ciudadanos sonorenses mientras conserven la organización anómala que tienen en sus rancherías o pueblos,
pero dejando el goce de ellos á los individuos de las mismas tribus que residan en las poblaciones organizadas del estado.
V. Elección directa de todos los funcionarios públicos.
VI. No reelección de gobernador, vicegobernador y Prefectos de los Distritos.
VII Elección popular de vicegobernador, magistrados del Supremo Tribunal de Justicia y Jueces de Primera Instancia, que se hacía por nombramiento del Congreso
VIII. Elección popular de Prefectos de los Distritos, que se hacía por nombramiento del Ejecutivo.
IX. Facultar al Presidente del Congreso para sancionar y publicar las leyes cuando pasado el término en que el Ejecutivo debía hacerlo, no lo hiciere.
El primero de noviembre de 1872 aprobó el Congreso del Estado dichas reformas constitucionales, lo cual produjo un choque entre los poderes Ejecutivo y Legislativo para su sanción, ya que el gobernador Pesqueira no respetó esa decisión y se produjo el conflicto entre poderes, Los diputados reformistas se reunieron en diciembre para protestar la nueva Constitución, pero un diputado pesqueirista abandonó el salón dejándolos sin cuórum, suficiente, Los seis diputados restantes no formaban Congreso y por lo tanto no podían protestar las reformas, por lo que se disolvieron dando antes un manifiesto al público en los periódicos locales.

### El Levantamiento de Conant en 1873
El 22 de abril de 1873 se expidió una nueva Constitución que comenzó a regir el 16 de septiembre, en ella quedaban excluidas las reformas iniciadas en 1869, con excepción de la "VI" que prohibía la reelección de gobernador del estado.
El conflicto no terminó aquí, la opinión pública, que ya no era muy favorable al Gobierno de Pesqueira, se acentuó más en su contra motivo de la cuestión de
reformas estatales, y era que el pueblo estaba ya cansado de una administración pública cuyo jefe no cambiaba desde 1856, Y sin embargo; al verificarse en 1873 las elecciones para la renovación de los encargados del poder público, el Gobierno no tuvo ninguna oposición y Pesqueira fue reelegido una vez más, sin contradicción ninguna.
Este hecho hizo que el ciudadano perdiera la fe en las instituciones, es decir, no tenían esperanza de obtener un camino por medio del sufragio y preferían resignarse pacientemente a emprender una lucha estéril.
La noche del 19 de septiembre del propio año de 1873, se pronunció don Carlos Conant en el Mineral de Promontorios, Municipio de Álamos. Tomó la plaza de Álamos en la madrugada del 20, proclamando las reformas constitucionales de 1872 y desconocía la administración de Pesqueira por no emanar de ellas.
Rápidamente las fuerzas estatales persiguieron a Conant, teniendo un encuentro de poca significación en Conicarit el 30 de octubre y, finalmente, Conant se retiró a Chihuahua por Chinipas, entregando las armas a las autoridades de esa Villa.

## El gobernador inactivo
Desde el levantamiento de Conant en 1873, Pesqueira pidió varias y sucesivas licencias para regresar a sus posesiones, pareciera que no quisiera gobernar y constante mente dejó el cargo a gobernadores sustitutos o provisionales, en especial a Joaquín M. Astiazarán, el gobierno estatal le concedió cuantas licencias y prórrogas le solicitó.

## Conspiraciones yaquis y las elecciones de 1875
Desde abril de 1875 comenzaron a hacerse sentir en el Yaqui síntomas de una próxima insurrección de la tribu, estimulada por el nuevo cabecilla que apareció allí, José María Leyva "Cajeme", quien con ardor patriótico les predicaba a los Yaquis la necesidad de recobrar la independencia de aquellas comunidades, despertando el orgullo de aquellas tribus.
El posible levantamiento de las etnias de la región y las elecciones, además de la prohibición de una reelección de parte de Ignacio Pesqueira, favoreció la candidatura de José J. Pesqueira, quien fue elegido como gobernador y como senadores don Joaquín M. Astiazarán y don Ignacio Pesqueira, siendo todos pesqueiristas, esta causó un impacto en el sentir de la población.
No obstante todo lo demás, el mismo general Ignacio Pesqueira fue nombrado por el Congreso como gobernador sustituto, este resultado dejó en Sonora una impresión muy profunda, aunque en algunos ánimos produjo el desaliento, en otros causó verdadera exaltación y aunque el Congreso convocó a elecciones extraordinarias a los distritos cuyo sufragio se había nulificado, el partido de oposición comprendiendo la inutilidad práctica de sus esfuerzos, permaneció en completa abstención y el gobierno hizo elegir, sin obstáculos a los diputados que juzgó más convenientes para sus miras.
Entretanto se hacían los preparativos electorales que dejamos ligeramente reseñados y se verificaban las elecciones el gobernador Pesqueira había sido investido
por decreto de 24 de junio con facultades extraordinarias en hacienda y guerra, tomándose por motivo las alarmas de los ríos Yaqui y Mayo, esas facultades se ampliaron en decreto de 25 de julio y el 30 del mismo mes de junio.

### Revolución Sernista de 1875-1877
Por todas estas circunstancias comenzaron a circular rumores de una próxima revolución encabezada por el Juez de Distrito don Domingo Elías González, por el jefe de Hacienda don Alfonso Mejía y por otros personajes desafectos al Gobierno de Pesqueira, este por su parte se preparaba para la lucha y además de la contribución extraordinaria que decretó, expidió un reglamento con fecha 27 de julio para la organización de fuerzas en el estado.
Fue así que el 11 de agosto de 1875, veinte días antes de que D. José J. Pesqueira tomara posesión de su puesto, simultáneamente se pronunciaron en la Villa del Altar don Francisco Serna y don Francisco Lizárraga y en San Ignacio, Distrito de Magdalena: don Manuel Barreda y don Antonio Aguirre, y al día siguiente hizo otro tanto en Santa Ana don Antonio Searcy, quien marchó inmediatamente con la gente que pudo reunir a incorporarse a Serna.
El Gobierno estaba preparado y sin pérdida de tiempo destacó sobre Altar a don Francisco Altamirano y Altamirano, jefe de alguna importancia en los pueblos del río de Cucurpe, a quien se le dio el nombramiento de Comandante Militar de los Distritos de Altar y Magdalena. Los pronunciados presentaron acción cerca del Altar y el 23 de agosto Altamirano los derrotó y ocupó en seguida aquella Villa.
Francisco Serna y Lizárraga, viendo destruida la poca fuerza que habían organizado y perdidos el armamento y equipo y comprendiendo la imposibilidad de recuperarlos en aquella frontera tan escasa de elementos de esa naturaleza, se fueron, con algunos de sus jefes y oficiales, a la ciudad de Tucson, en el Territorio de Arizona, en donde tenían amigos que les ayudaran a reparar las pérdidas sufridas, Haciendo uso de sus propios intereses y de su crédito.
El 8 de noviembre una fuerza de caballería de Francisco Serna cruzó la línea divisoria, penetró a Sonora, derrotó el 11 de noviembre en la Calera, al jefe don Francisco Redondo y ocupó la villa de Altar; pero volvieron a ser derrotados por Francisco Altamirano y Altamirano.
Entretanto en Arizpe D. Juan Clímaco Escalante, en poco tiempo reunió hombres y derrotó en Santa Cruz al Jefe pesqueirista don Cayetano Silva.

#### Levantamiento yaqui
Mientras la situación en el norte del estado se encontraba en pleno apogeo, en el sur los Yaquis al mando de Cajeme atacaron la villa de Cócorit, por su parte los mayos atacaron en el sur la localidad de Santa Cruz de Huatabampo.
Estos nuevos levantamientos obligaron al gobernador José J. Pesqueira mandar fuerzas hacia el sur del estado y combatir así, dos frentes, al sur mandó al comandante Leonardo Aguirre, y en el norte como jefe de todas las fuerzas al mismo Ignacio Pesqueira, para contener la revolución Sernista.

##### Batalla de Pitahaya
Al mando de José J. Pesqueira el 1 de diciembre de 1875 en las inmediaciones de Pitahaya en el distrito de Guaymas, se llevó a cabo la batalla entre elementos del Ejército Mexicano, compuesta de quinientos soldados, y elementos del ejército yaqui con 1 500 efectivos (aproximadamente) comandados por Cajeme.
El enfrentamiento fue notificado por Pesqueira como una victoria mexicana asegurando la muerte aproximada de unos 60 yaquis.

#### La revolución en el centro y norte del estado
Mientras tanto en el norte más y más miembros se levantaban en armas contra el gobierno sonorense, es así que don Francisco E. González tomo la ciudad de Ures con hombres reclutados en Rayón y Opodepe, lo cual duró poco, ya que para 1876 fueron derrotados por fuerzas de pesqueira.
También en diciembre de 1875 Ignacio Pesqueira marchó hacia Santa Cruz con cerca de 300 hombres que reunió en Arizpe para combatir a Francisco Serna y Juan Clímaco Escalante, que en vista de aquello, ambos se dividieron y replegaron, Francisco Serna a la villa de  Altar y Juan Clímaco Escalante tomo rumbo a Bacoachi.
Francisco Serna sabiendo de las intenciones de Pesqueira, se refugió en Arizona, más sin embargo Escalante tomo la ruta al sur, teniendo algunos combates no significativos, y uniendo fuerzas con jefes locales en Álamos.
Mientras tanto Francisco Serna desde arizona se comunicó con sus amistades en Hermosillo, fue así como contacto y propicio que don Antonio Palacio al mando de 200 hombres tomara las armas en Hermosillo el día 1 de diciembre de 1876 y atacara a otro general de apellido Escalante (don José V. Escalante) quien a su cargo tenía a solo sesenta, por lo que le fue fácil tomar la ciudad.
Francisco Serna, con el fin de apoyar a sus amigos de Hermosillo y hacer estallar la revolución en esta importante ciudad, destacó en Altar una fuerza de 150 hombres de caballería e infantería a las órdenes del Comandante Jesús Campa, quien llegó poco después que Palacio era dueño de la plaza de Hermosillo. Mientras este organizaba la gente que se le presentaba en masa, Campa se pasó al pueblo de Séris y de allí marchó al Represo, donde estableció su campamento.
El gobernador José J. Pesqueira solicitó al gobierno federal apoyo para enfrentar dicha situación, por lo que se asignó a Jesús García Morales a defender la plaza de Guaymas.

## Últimos años y muerte
Pesqueira ejerció el poder de manera absoluta en un período de 20 años en Sonora, por lo que sus detractores lo consideraron un dictador, sin embargo los grandes servicios que como soldado prestó a la causa liberal, legitimaron con creces su derecho a pasar a la historia. Murió el 4 de enero de 1886 en su hacienda de Bacanuchi, en su natal Arizpe, Sonora de una forma muy pacífica contraria a su vida. En su testamento dejó sus pocas posesiones a sus hijos y a su esposa.

## Legado
- Estatua en el Paseo de la Reforma
- Se nombró en su honor el Aeropuerto Internacional General Ignacio Pesqueira García
- Localidades de Sonora y Escuelas llevan su nombre